# Борис (име)
Вижте пояснителната страница за други значения на Борис.
Борѝс е българско мъжко име от прабългарски произход. Първият известен носител на името е българският княз Борис I. След смъртта си той е прогласен за български светец, който е възприет и от Цариградската патриаршия, а по-късно и от православната църква в Русия. Под влияние на църковната традиция с името Борис са кръстени и някои руски владетели, като първият е братът от двойката светци Борис и Глеб, убити в 1015 година, а най-известният е Борис Годунов. Оттам името става популярно в Европа, Сибир и Аляска и впоследствие по целия свят. Много известни личности носят това име - Борис Бекер, Борис Елцин, Борис Джонсън и др. Борис е единственото българско име, което се е наложило в световната именна семантика.
Произходът на името Борис се свързва с разпространения сред прабългарите тотемизъм. Някои теории за етимологията на името посочват връзка с животни като барс (дума с тюркски произход обозначаваща снежния леопард), а според други идва от тюркското bjori (вълк), Според трети изследователи името произлиза от монголското bogoris (нисък). В руската литература популярна теория намира протославянски произход на името – от глагола боря се.
Разговорните форми на Борис са: Борко, Борка, Боби, Бобко(повлияна от англосаксонската именна система) и Бобчо.
Подобно е името от славянски произход Борислав.
Борис празнува имен ден на Борисовден – 2 май.